# Omasuyos
Omasuyos is een provincie in het departement La Paz in Bolivia. De provincie heeft een oppervlakte van 2065 km² en heeft 84.484 inwoners (2012). De hoofdstad is Achacachi. Het grenst in het westen aan het Titicacameer.
Omasuyos is verdeeld in zes gemeenten:
- Achacachi
- Ancoraimes
- Chua Cocani
- Huarina
- Santiago de Huata
- Huatajata

Abel Iturralde · 
Aroma · 
Bautista Saavedra · 
Caranavi · 
Eliodoro Camacho · 
Franz Tamayo · 
Gualberto Villarroel · 
Ingavi · 
Inquisivi · 
José Manuel Pando · 
Larecaja · 
Loayza · 
Los Andes · 
Manco Kapac · 
Muñecas · 
Nor Yungas · 
Omasuyos · 
Pacajes · 
Pedro Domingo Murillo · 
Sud Yungas